# Masalia flavirosea
Masalia flavirosea är en fjärilsart som beskrevs av George Francis Hampson 1903. Masalia flavirosea ingår i släktet Masalia och familjen nattflyn. Inga underarter finns listade i Catalogue of Life.